# Zeuxippos (König von Sikyon)
Zeuxippos (altgriechisch Ζεύξιππος Zeúxippos, deutsch ‚der die Pferde anspannt‘) war in der griechischen Mythologie der Sohn des Apollon und der Nymphe Hyllis.
Nachdem Phaistos nach Kreta übergesiedelt war, wurde Zeuxippos König von Sikyon. Eusebius von Caesarea nennt als Vorgänger Pelasgos und schreibt ihm 31 Regierungsjahre zu. Nach seinem Tode übernahm Hippolytos die Regierung.